# Boogaloo and Graham
Boogaloo and Graham é um filme de drama em curta-metragem britânico de 2014 dirigido por Michael Lennox e escrito por Ronan Blaney. A obra foi indicada ao Oscar de melhor curta-metragem em live action na edição de 2015.

## Elenco
- Martin McCann - pai
- Charlene McKenna - mãe
- Jonathan Harden - Jamesy

## Prêmios e indicações
- Indicado: Oscar de melhor curta-metragem em live action (2015)